# 喬治·埃弗雷姆
喬治·埃弗雷姆（希臘語：Γεώργιος Εφραίμ；1989年7月5日—）是一位塞浦路斯足球運動員。在場上的位置是邊鋒。他現在效力於塞浦路斯足球甲級聯賽球隊尼古西亞希臘人競技足球俱樂部。他也代表塞浦路斯國家足球隊參賽。